# Робокоп 3
„Робокоп 3“ (на английски: RoboCop 3) в американски научнофантастичен филм, пуснат през 1993 г. Това е третият и последен пълнометражен филм за полицая робот (Robocop) защитаващ невинните и спазването на законите по улиците на Детройт, Мичиган. В ролята на Робокоп вече не се изявява Питър Уелър от първите две части, а актъора Робърт Джон Бърк. Ролята отново е предложена на Уелър, но той отказва поради катастрофално ниския рейтинг на предишната част, на която той даже не е харесвал сценария и така му бива намерен заместник. Нанси Алън обаче остава в ролята на партнъора му Анн Луис. Филмът се оказва пълен провал с много нисък рейтинг.

## Сюжет
Изминало е известно време след като Робокоп се справя с продукцията на синтетичния наркотик „Нюк“ и нещата са се променили тотално. Бившия директор на ОСП познат „Старчето“, се е оттеглил и техния проект „Делта сити“, вече е започнат, но не и преди ОСП да бъде закупена от японка роборазработваща компания наречена „Канемицу“. Тя създава свои полицейски части, които да изчистят Стар Детройт от жителите му, които ще бъдет преместени в специални центрове за настаняване, създадени от ОСП. Малко момиче на име Нико, с необичайно добри компютърни умения, успява да избяга от терора и случайно се натъква на бунтовниците против този акт на изселване на хората и разрушаване на жилищата им. По време извън патрул, Робокоп и партъорът му Луис, забелязват бунтовническа активност в една църква разположена в стария град, която новата полиция на ОСП, начело с лидера им Пол МакДагет с цел да премахнат бунтовниците. В конфликт с МакДагет, Робокоп е повреден тежко а Луис бива убита. В същото време новият директор получава съобщение, че Канемитсу ще помогне за построяването на „Делта сити“, и че ще изпрати неговите киборги наречени Отомо. Междувременно бунтовниците поправят Робокоп и заедно с него започват да търсят МакДагет, но Робокоп, обаче, трябва да се пази също така и от японските киборги.

## Филми от поредицата за „Робокоп“
Поредицата „Робокоп“ включва 4 филма:
- Робокоп (1987)
- Робокоп 2 (1990
- Робокоп 3 (1993)
- Робокоп (2014)